# Eslinga

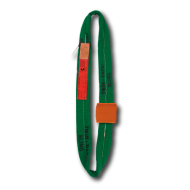
Eslinga de carga.

La eslinga o cincha es una herramienta de elevación. Es el elemento intermedio que permite enganchar una carga a un gancho de izado o de tracción. Consiste en una cinta con un ancho o largo específico (varían según su resistencia, los modelos y los fabricantes) cuyos extremos terminan en un lazo (ojo).
La eslinga también es un elemento utilizado en escalada y montañismo, así como para la protección contra caídas y rescate en altura, así como un accesorio en el equipo utilizado por los bomberos. Es una banda anillada hecha de fibras sintéticas particularmente duraderas, que pueden tener una capacidad de carga de unas pocas toneladas. Un ejemplo de utilización es para hacer puntos de anclaje en escalada.

## Materiales
El material del que está hecha la eslinga puede ser material sintético (poliéster generalmente) o acero.
Las eslingas de acero pueden ser formadas por cables de acero o por cadenas.

## Resistencia
La resistencia de la eslinga, cuando son utilizadas como herramienta de elevación, depende del ángulo que tiene la eslinga con la vertical. Cuanto menor es el ángulo, es decir el tiro es más vertical, la eslinga aguantará más.